# The Bucket List
The Bucket List (Ahora o nunca en España y Antes de partir en Hispanoamérica) es una película estadounidense de 2007, dirigida por Rob Reiner, escrita por Justin Zackham y protagonizada por Jack Nicholson y Morgan Freeman en los papeles principales. La película se estrenó en los Estados Unidos y Canadá el 11 de enero de 2008, el 8 de febrero en el Reino Unido y el 21 de febrero en Australia

## Argumento
Hace mucho tiempo, un profesor de filosofía les sugirió a sus estudiantes que elaborasen una "lista de deseos", un recuento de todas las cosas que querían hacer, ver y experimentar en la vida antes de morir. Pero, mientras Carter estaba aún tratando de aclarar sus sueños y planes privados, la realidad se entrometió: un hijo en camino, una multitud de responsabilidades y, finalmente, un trabajo de mecánico de automóviles durante 46 años para mantener económicamente  a su familia, gradualmente cambiaron su idea de lo que era una lista de deseos en poco más que un recuerdo agridulce de oportunidades perdidas y en un ejercicio mental en el que pensaba de vez en cuando para pasar el tiempo en el hospital luchando contra el cáncer.
Entretanto, el multimillonario empresario Edward Cole (Jack Nicholson) nunca ve una lista sin pensar en los beneficios. Siempre está demasiado atareado haciendo dinero y construyendo un imperio para pensar en cuáles podrían ser sus necesidades más profundas. A Carter y a Edward les detectan a ambos un cáncer en fase terminal y con pocas probabilidades de sobrevivir, lo que los deja a ambos en el hospital.
Carter y Edward se encuentran compartiendo una habitación de hospital con mucho tiempo para pensar en lo que sucederá a continuación, y en cuánto de ello está en sus manos. A pesar de sus diferencias, pronto descubren que tienen dos cosas muy importantes en común: una necesidad no satisfecha de aceptarse a sí mismos y las elecciones que han hecho, y un deseo urgente de pasar el tiempo que han perdido haciendo todo lo que siempre quisieron hacer.
Así que, en contra de las órdenes del médico y del sentido común, estos dos auténticos desconocidos abandonan el hospital y se lanzan juntos a la carretera para vivir la aventura de sus vidas, una lista de cosas por hacer antes de morir.

## Reparto
- Jack Nicholson como Edward Cole.
- Morgan Freeman como Carter Chambers.
- Sean Hayes como Thomas/Matthew.
- Beverly Todd como Virginia Chambers.
- Alfonso Freeman como Roger Chambers.
- Rowena King como Angelica.
- Rob Morrow como el doctor Hollins.
- Jennifer Defrancisco como Emily Cole.
- Serena Reeder como Rachel Chambers.

## Crítica
La película recibió comentarios buenos y malos de los críticos de cine, pero fue un éxito de taquilla y recaudó un total de 175,3 millones dólares en todo el mundo.